# Francisco Dueñas
Francisco Dueñas Díaz (San Salvador, El Salvador, 3 de diciembre de 1810 - San Francisco, Estados Unidos, 4 de marzo de 1884) fue un político salvadoreño, líder del partido conservador. Fue presidente de la república en varios períodos entre 1851 a 1871, entre los cuales se desempeñó como senador designado, vicepresidente, presidente provisional y presidente constitucional.
Asumiría su último mandato presidencial en 1863, después de la derrota de Gerardo Barrios, por las fuerzas del General Rafael Carrera, en la cual se mantendría por medio modificaciones a la Constitución, hasta ser derrotado en la revolución de 1871 por el general  Santiago González.

## Nacimiento y Educación
Francisco, nació en la ciudad de San Salvador el 3 de diciembre de 1810, en el hogar formado por José Miguel Dueñas y Secundina Díaz.
Su educación transcurrió en el Convento de Santo Domingo de San Salvador, predio que hoy es ocupado por la Catedral Metropolitana, pasando luego al convento de la misma orden que se encontraba en ciudad de Guatemala, recibiendo los hábitos y las órdenes menores en 1827; los cuales abandono en 1829 cuando se ordenó el destierro de los miembros reguladores de las órdenes religiosas, destierro del cual se salvó por no haber emitido sus votos.
Después de expulsadas y prohibidas las instituciones monásticas en Centroamérica, Francisco Dueñas ingreso a la Academia de Ciencias de Guatemala donde estudió la carrera de derecho, obteniendo las borlas doctorales en el año de 1836; del Vaticano obtuvo su secularización en diciembre de 1842.

## Vida política

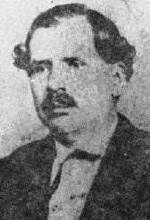
Retrato de Francisco Dueñas

Habiendo regresado a suelo salvadoreño, es electo diputado ante el Congreso Federal Centroamericano en 1837 y del cual llegó a ser secretario en 1838.
Cuando Francisco Morazán se hizo cargo de la jefatura del Estado de El Salvador, lo nombró como subsecretario general del Despacho, funciones en las que permaneció de agosto de 1839 a febrero de 1840; posteriormente trabajó en el Juzgado General de Hacienda.
Ejerció como magistrado de la Corte Suprema de Justicia entre 1842 y 1845.
Durante la administración del general Joaquín Eufrasio Guzmán, se desempeñó como ministro general (1845-1846); cargo que igualmente desempeño en la administración de Eugenio Aguilar (1846-1848), cuando pasó a ocupar el cargo de ministro plenipotenciario en ciudad de Guatemala (agosto de 1848); electo senador en 1849, se postula a la presidencia en 1850 hecho que fue frustrado por el intento reeleccionista de Doroteo Vasconcelos.
En el periodo 1848-1854 ejerció como rector de la Universidad de El Salvador.

## Primeros periodos presidenciales (1851 - 1854) y vicepresidencia

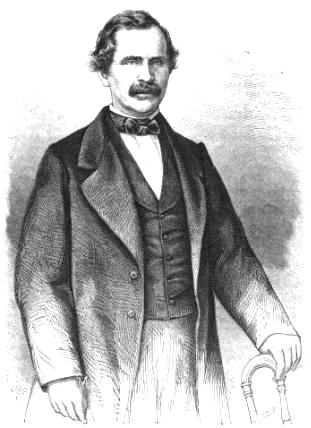
Durante la presidencia de Dueñas se inició el proceso de inserción del país en el mundo del comercio internacional

El 12 de enero de 1851 se hizo cargo de la presidencia de El Salvador como senador designado por la asamblea legislativa, debido a que el presidente Doroteo Vasconcelos decidió dejar el puesto para liderar al ejército a la guerra con Guatemala. Más adelante, cuando Vasconcelos se negó a retomar el cargo (luego del fracaso en la Batalla de la Arada), continuaría ejerciendo la presidencia en alternancia con el vicepresidente José Félix Quirós, culminando el período para el cual fue electo Doroteo Vasconcelos.
Sería elegido Presidente para el periodo 1852-1854; durante su mandato se haría esfuerzos por liquidar la deuda pública; mejorar los caminos, puentes, y calzadas; y fijar un reglamento para el protomedicato. Emitiría, con el aval de la asamblea legislativa, un código mercantil de enjuiciamiento, la ordenanza de la matrícula de mar, una ley que arreglase la navegación de los ríos, una que arreglase la administración municipal, y los estatutos de la junta directiva de la instrucción pública. Además, la asamblea le autorizaría para que enviase a 5 jóvenes a los Estados Unidos o a Francia para que estudiasen en ese país; y se celebraría un tratado de amistad, navegación y comercio con los Estados Unidos.
Para la administración de Rafael Campo fue elegido como Vicepresidente, ejerciendo el poder ejecutivo en febrero y de mayo a julio de 1856. Durante este mandato ordenó la movilización de ochocientos hombres hacia Nicaragua al mando del general Ramón Belloso para combatir en la Guerra contra los Filibusteros.

Santa es la lucha a la que estamos llamados; la causa que va a sostenerse espada en mano, es la del honor nacional, es la religión de nuestros padres, es la de nuestra raza amenazada en su existencia política y cultural y es por último la de Centro América.
Francisco Dueñas, 25 de junio de 1856.

## Enemistad con el General Barrios

### La rebelión de los Ocho Días
Después del regreso de las tropas de la Guerra de Nicaragua, y de la remoción del general Barrios en la jefatura del Ejército, este recurre al entonces Vicepresidente Dueñas y entre ambos acuerdan deponer a don Rafael Campo; en la proclama que hizo Barrios durante dicha rebelión, expresamente señala que “no reconocía más autoridad que la del Vicepresidente Dueñas”.
Posteriormente, Dueñas es enviado a dialogar con Campo a proponerle los términos de su renuncia, y estando frente al Presidente en Cojutepeque, a pesar de lo acordado con el general Barrios, lo denuncia públicamente y jura lealtad a Campo.
La crisis se resolvió con la rendición del general Barrios ante el presidente Campos mediante la intervención del coronel José María San Martín; desde entonces la enemistad entre ambos personajes se hizo notoria.

### Exilio en Guatemala
Tras la renuncia a la presidencia que en 1859 hace don Miguel Santín del Castillo,  y el posterior ascenso del general Barrios, Dueñas comprendiendo su situación decide emigrar a Guatemala, regresando en 1860 gracias a una amnistía; pero vuelve a ser exiliado en 1861 cuando es acusado de conspiración por el régimen barrista.
Durante este último exilio, fue donde ganó liderazgo encabezando la oposición al régimen de Barrios radicada en Guatemala, y que sería decisiva en 1863.

## Última Presidencia (1863-1871)

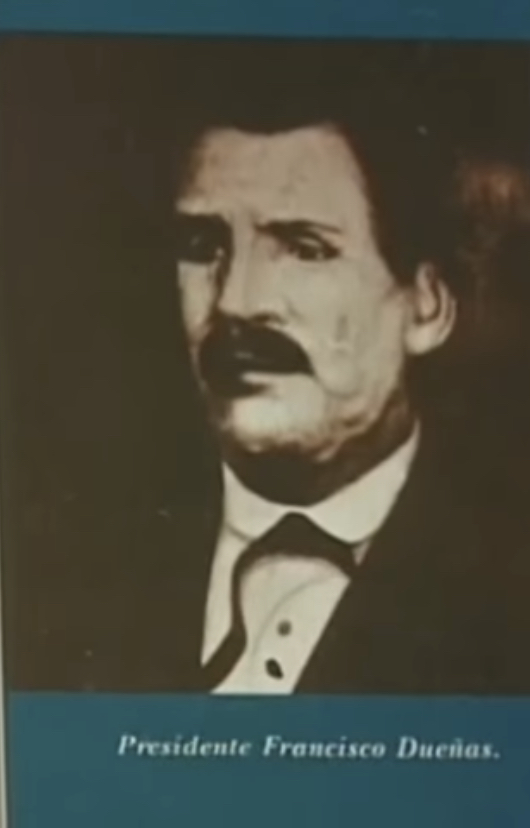
Retrato de Francisco Dueñas

Una vez iniciada la invasión a El Salvador por parte del general Rafael Carrera, Francisco Dueñas se declara Presidente Provisional de El Salvador en junio de 1863 en la ciudad de Santa Ana; y una vez terminado el sitio de San Salvador, y ocupada esta ciudad por el ejército expedicionario de Guatemala y Nicaragua en octubre de 1863, asume completamente la presidencia del país, como líder de la revolución triunfante.

He gobernado en distintas épocas la República, conocéis bien mis principios de moderación, mi propensión por la paz y mis ardientes votos por la prosperidad de nuestro país.
Francisco Dueñas, en su proclama al asumir el mando provisionalmente en 1863

Posteriormente a inicios de 1864, convoca a una Asamblea Constituyente la cual le legitima para que continué en el cargo hasta las elecciones de 1865 las cuales gana, por lo cual la Asamblea General de la República por medio de decreto fechado el 23 de enero de 1865 lo declara electo para él periodo comprendido entre el 1 de febrero de 1865 al 1 de febrero de 1869, como la Constitución de 1864 permitía una reelección consecutiva, se presentó como candidato para un nuevo período, por lo cual la Asamblea General por decreto de 19 de enero de 1869, lo declara electo para el período comprendido entre el 1 de febrero de 1869 al 1 de febrero de 1873; 
A diferencia de su predecesor, Dueñas buscó llevar a cabo esfuerzos para fortalecer al Estado y sus instituciones. Durante su gobierno, se emitió la bandera y escudo que estuvieron vigentes desde 1864 hasta 1912; se inauguró el primer Palacio Nacional, el primer Teatro Nacional y la Biblioteca Nacional; se estableció la primera línea telegráfica; se le dio más impulso al cultivo del café; se firmó un tratado de paz y amistad con España, con el que dicha nación reconoció la independencia del país (siendo dicho tratado firmado en Madrid y en el que estuvo como representante salvadoreño el ministro plenipotenciario Juan Víctor Herrán); etc. Al final de su mandato se le acusó de mal manejo de los fondos públicos y de violación de los derechos individuales; a pesar de ello, Dueñas mantuvo el puesto hasta 1871 con el apoyo de Guatemala.
La histografía liberal tradicional ha considerado a Dueñas un conservador a ultranza y el responsable de la muerte de Barrios, por ende historiadores de fines del siglo XX e inicios del siglo XXI (como Carlos Gregorio López Bernal y Héctor Lindo) opinan que la histografía nacional no le ha dado el espacio que le corresponde; cuando en su gobierno, en relación con años pasados, hubo más avances en el desarrollo económico y las instituciones del Estado. Este último periodo de Dueñas en la presidencia se caracteriza por:
- La promoción del cultivo y exportación de café.[10]

- Promueve la construcción de carreteras, muelles de hierro, puentes metálicos y edificios públicos, como el Palacio Nacional y el Teatro.[10]

- Establece el Colegio Militar y la Biblioteca Nacional.[10]

- Establecimiento de la bandera y escudo de armas, que se mantendría vigentes hasta 1912.

Durante este último período, dos hechos marcaron profundamente su administración:
- El juicio y posterior ejecución del general Gerardo Barrios el 29 de agosto de 1865.[10]

- La reforma inconsulta del artículo 33 de la Constitución, a fin de garantizarse la reelección en 1869.[10]

## Derrocamiento y Exilio

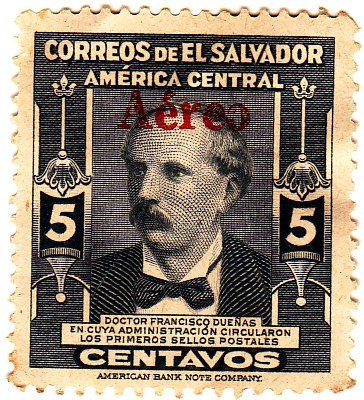
Las presidencias de Francisco Dueñas señalaron una mayor estabilidad política para el país. El verdadero cambio, sin embargo, llegó cuando su derrocamiento en 1871 marcó el comienzo de un período de 60 años de gobierno por parte de los liberales.

La corrupción interna de la administración pública, las dificultades con el gobierno de Honduras y la revolución gestada por los liberales en Guatemala propició la revolución que daría a tierra su administración, siendo derrotado por las fuerzas comandadas por el mariscal Santiago González en abril de 1871.
Tras el derrocamiento de Dueñas, San Salvador fue tomado por el ejército hondureño. Cuando el ejército de Honduras invadió El Salvador, contaba con su aproximado de 1200 soldados teniendo un aproximado de 315 a 330 bajas en su ejército. Mas el ejército de El Salvador es difícil deducir su cifra, ya que se cree que eran 1500 a 1700. Sin contar la ayuda de rebeldes Hondureños que eran simpatizantes del General Hondureño Florencio Xatruch. 
Después de  enfrentar una serie de juicios, de los cuales fue absuelto, se exilia en Europa en 1872; posteriormente regresa al país, y durante la administración del Doctor Rafael Zaldívar es acusado de traición por lo cual es exiliado en 1878 y posteriormente en 1883, este último tras el hallazgo de armas a bordo del buque Ounalaska, en cuyo posible desembarco estaban implicados destacados hombres públicos de la época.

## Muerte

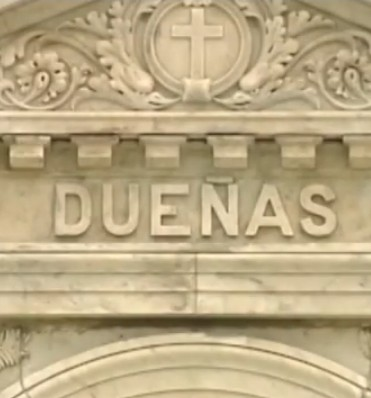
Tumba de Francisco Dueñas en Cementerio de los Ilustres en San Salvador.

Tras este último incidente, se radicó en Estados Unidos, falleciendo el 4 de marzo de 1884 en la ciudad de San Francisco, California; sus restos mortales fueron repatriados dos años después a Santa Tecla, donde fueron depositados en el predio designado por la municipalidad.